# Nicèfor II Focas
Nicèfor II (Nicephorus, Nikephóros Νικηφόρος) (912-969) fou emperador romà d'Orient del 963 al 969. És conegut com a Nicèfor Focas (o Nicèfor II Focas) Va tenir una brillant carrera militar però quan va prendre el poder i el títol d'emperador casant-se amb l'emperadriu vídua Teòfano es va guanyar l'enemistat d'un grup important de persones, entre els quals estava Joan Tsimiscés, el seu successor, que van posar fi a la seva vida.

## Orígens familiars
Era fill del general Bardes Focas i la seva elevació es degué a les seves capacitats militars. El 954 Constantí VII el va nomenar magnus domesticus, i els seus germans Lleó i Constantí van rebre importants comandaments militars lluitant contra del califa Modhi. Per part de mare pertanyia a la poderosa família dels Maleinoi.

## Primeres expedicions militars
L'emperador Constantí VII el va nomenar governador del tema dels Anatòlics el 946. Quan el seu pare fou ferit en la batalla de Marash (953) contra els abbàssides, Nicèfor va ser ascendit a comandant suprem de la frontera oriental. En la mateixa batalla, el seu germà Constantí fou fet presoner per l'emir d'Alep Sayf-ad-Dawla i poc després va morir presumptament pels maltractes. Nicèfor i Lleó van venjar la mort del seu germà executant molts captius musulmans. En la guerra que va sorgir contra els abbàssides d'Al-Mutí, Nicèfor va tenir una severa derrota inicial el 954, de la qual es va recuperar amb la seguida de victòries dels anys següents a Síria, que va començar el 957. El 958 Lleó i Nicèfor van atacar a Sayf al-Dawla Ali ben Abul Haydja Abd Allah ben Hamdan, al qui van derrotar repetidament al territori anomenat pels àrabs Awasim i pels romans d'Orient Cilícia (conquerida pels àrabs el 946); van ocupar Mopsuèstia i Tars i el van obligar a fugir a Síria; Lleó va ocupar la fortalesa de Samòsata; el 959 els grecs van tornar a ser victoriosos.

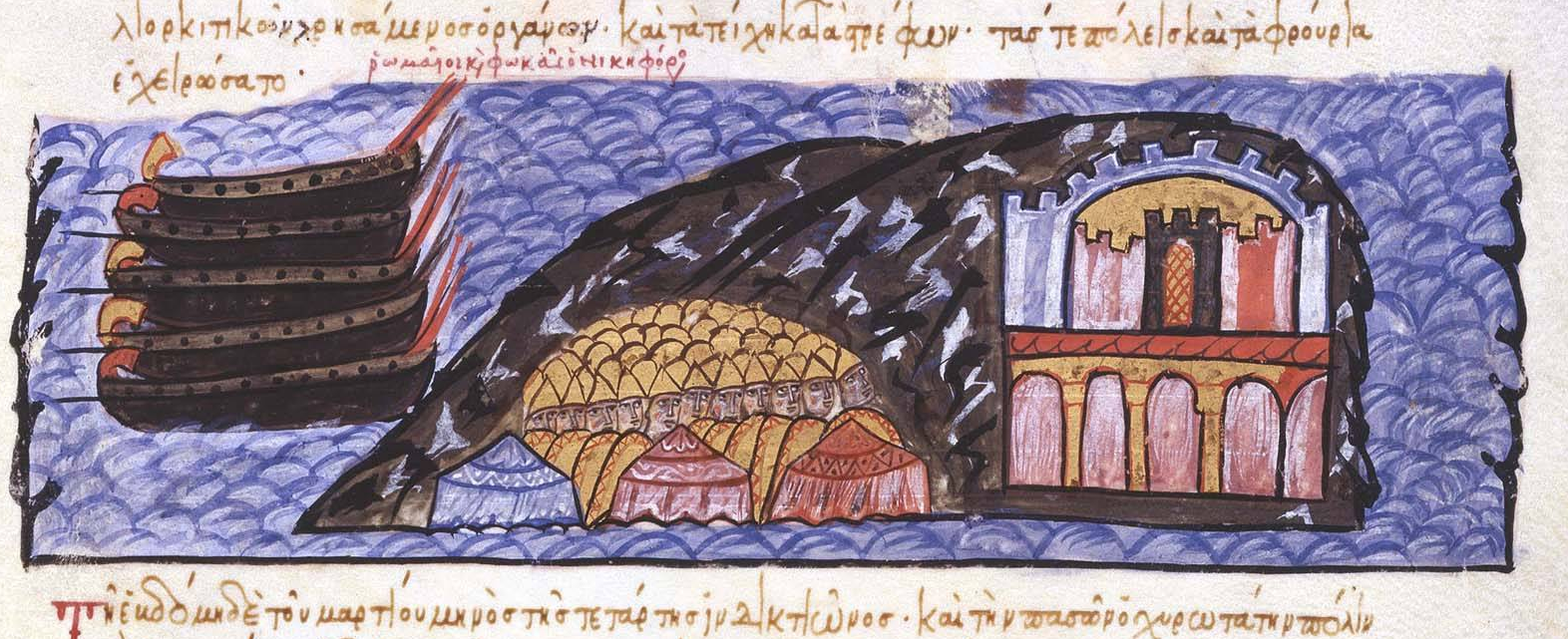
Setge de Nicèfor Focas a Càndia l'hivern del 960-61

Nicèfor va proposar llavors al nou emperador Romà II expulsar els àrabs de Creta i l'expedició es va fer el 960 dirigida per Nicèfor; Càndia, fortalesa considerada inexpugnable, va capitular el 961 després d'un setge de deu mesos i Creta va quedar en mans dels romans d'Orient. Al seu retorn a Constantinoble, se li va denegar l'habitual honor de la desfilada triomfal (com el triomf que antigament es feia a Roma) i només se li va concedir una ovació a l'hipòdrom.
El 962 va fer una nova expedició contra Síria i Cilícia amb un exèrcit de vuitanta mil homes (dos-cents mil segons els àrabs), va expugnar els passos de l'Amanos i va arribar a Alep, conquerint la major part de Cilícia. El 963 Alep, Antioquia i altres ciutats importants es van rendir o foren conquerides per assalt i Nicèfor va arribar fins a l'Eufrates.

## Mort de Romà II
El 963 va morir Romà II i el primer ministre Josep Bringas, desconfiant del prestigi adquirit per Nicèfor, el va voler arruïnar i va fer propostes als generals Joan Tsimiscés i al seu germà Romà Curcues, lloctinents de Nicèfor, per aconseguir el seu propòsit, però els dos generals van posar al corrent al seu cap, i la conspiració va fracassar.

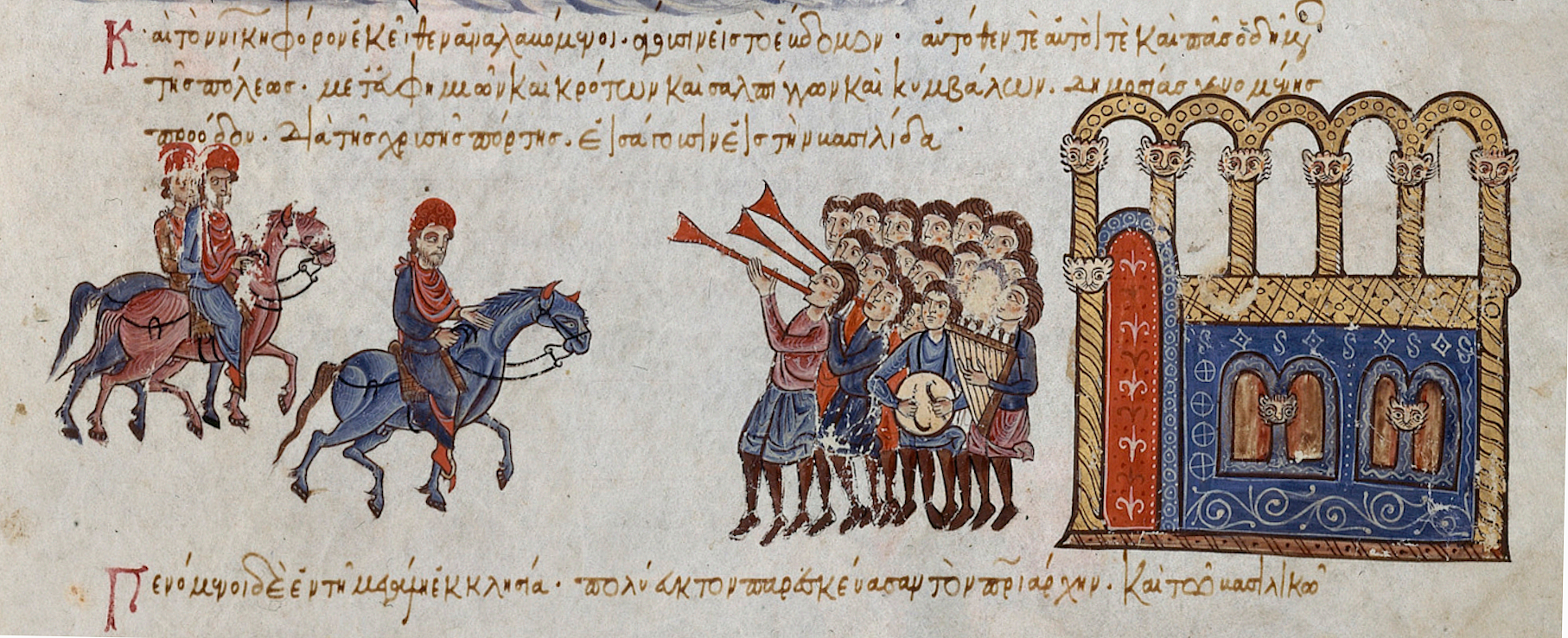
Nicèfor travessa el pont per entrar a Constantinoble i apoderar-se del tron, l'estiu del 963.

Teòfano, la vídua de Romà II, va recompensar Nicèfor amb el suprem comandament de tots els exèrcits a Àsia, amb autoritat sobirana de fet. Els partidaris de Nicèfor el pressionaven per assolir l'imperi i no permetre que una dona i dos infants tinguessin el govern en moments tan crucials. Nicèfor va accedir, es va proclamar emperador i va anar a Constantinoble per casar-se amb Teòfano; fou coronat el mes de desembre del 963. A través del pacte matrimonial Nicèfor prometia assegurar la successió a la seva mort dels fills de Romà II, Basili II i Constantí VIII, i a canvi obtenia la legitimació del seu ascens al poder gràcies al matrimoni amb la vídua.
El patriarca Poliectes, que era molt conservador i pensava que una vídua ho havia de ser per sempre, va prohibir a Nicèfor besar l'altar, com diu el ritual ortodox, llevat que fes penitència per aquest matrimoni. A més el patriarca tampoc aprovava que s'hagués saltat la norma segons la qual una dona no podia casar-se amb el padrí de bateig dels seus fills. Com a resposta Nicèfor va convocar un concili per deixar clar que, com que aquelles regles les havia creat l'iconoclasta Constantí V Coprònim ja no tenien validesa. Poliectes no va acceptar el concili com a legítim i va procedir a excomunicar Nicèfor. Llavors Bardes Focas va declarar que Nicèfor no era padrí de cap dels nens de Teòfano i així es va reconciliar amb l'Església.

## Campanyes durant el seu regnat
Sota el general Joan Tsimiscés els romans d'Orient van continuar les seves victòries a Cilícia i Síria. El 964 Nicèfor va tornar a la zona i en tres campanyes va conquerir Damasc, Trípoli, Nísibis i moltes altres ciutats sirianes. Les darreres fortaleses a Cilícia es van rendir el 965. Sayf-ad-Dawla va haver de pagar tribut i va morir a Alep d'un atac d'hemiplegia, el febrer del 967, amb 51 anys. El va succeir el seu fill Sad-ad-Dawla, tributari i després (882-886) vassall romà d'Orient. El general Nicetes Calcutzes va recuperar Xipre, on es va constituir un tema, el tema de Xipre.

## Mort
Mantenir-se en el poder no li va resultar fàcil, a més de les guerres, va haver d'afrontar un període de males collites i fam; per tal de posar-hi remei va ordenar requisar algunes propietats dels monestirs, cosa que el va enemistar amb el clergat.
El 968 els romans d'Orient van creuar l'Eufrates i van capturar Antioquia el 969 i el califat semblava perdut però la campanya militar es va veure interrompuda per la mort de l'emperador. Nicèfor va morir assassinat al seu llit del palau. Es deia que la seva dona Teòfano se sentia abandonada, i l'ambiciós Joan Tsimiscés en acord amb l'emperadriu, van conspirar contra la seva vida. Un grup d'assassins van entrar vestits de dones i foren amagats a la residència de l'emperador a Constantinoble la nit del 10 de desembre a l'11 de desembre del 969, a un senyal convingut, Joan va creuar el Bòsfor, va entrar a palau i amb les complicitats dels que ja eren a dins va anar a la cambra on dormia Nicèfor, que fou assassinat. El seu cap fou tallat i exposat al públic i la resta del cos llançat per la finestra. A la seva tomba van posar una inscripció que deia: «Ho vas conquerir tot llevat d'una dona». Poc després Tsimiscés fou proclamat emperador com a Joan I Tsimiscés.
Entre les coses destacades del seu regnat està la petició de l'emperador Otó I del Sacre Imperi Romano-Germànic que demanava la mà de Teofania, la filla de l'emperador Romà II i Teòfano, per al seu fill Otó (després també emperador com Otó II) per mitjà del bisbe Luitprand (968); l'emperador demanava les possessions romanes d'Orient a Itàlia com a dot de la princesa, possessions que no va obtenir.

## Característiques personals
Nicèfor fou l'autor d'extensos tractats sobre estratègia militar, el més famós es va traduir al llatí amb el títol Praecepta Militaria, que conté valuosa informació sobre l'art de la guerra a la seva època. El menys conegut es diu Sobre les escaramusses (títol original en grec: Περί Παραδρομής), sobre tàctiques de guerrilla per emprar en cas de d'haver-se de defensar contra la invasió d'un enemic superior. Hi ha historiadors que creuen que aquest darrer llibre no fou escrit per ell sinó que algú altre ho va fer i li va dedicar; en aquest cas el possible autor podria ser el seu germà Lleó.
Per altra banda es deia que Nicèfor era un home molt devot i que va ajudar el seu amic el monjo Atanasi a fundar el monestir de la Gran Laura al Mont Atos.
El bisbe llombard Liutprand de Cremona, enviat com a ambaixador a Constantinoble per l'emperador germànic Otó, va deixar escrita la següent descripció de Nicèfor:
«Aquest Nicèfor m'ha semblat un veritable monstre. Té la mida d'un pigmeu, un cap gros, els ulls petits, la barba curta, ampla i espessa, de color blanca i negra, un coll fort i curt, els cabells molt llargs d'un negre intens, el color de la pell de tonalitat etiòpica i capaç de fer por a qui no el reconegui enmig de la foscor de la nit, panxut, les cames curtes, una vestimenta descolorida i desgastada, el calçat estrany una llengua picant i injuriosa, un esperit hipòcrita dissimulat.» 

## Descendència
Del seu primer matrimoni amb una tal Maleina, Nicèfor va tenir un fill anomenat Bardes Focas, que va morir abans del 969. Amb la segona esposa, Teòfano, no va tenir cap fill.